# Botryonopa
Botryonopa es un género de escarabajos de la familia Chrysomelidae. El género fue descrito científicamente primero por Blanchard en 1845. Esta es una lista de especies perteneciente a este género:
- Botryonopa angustata Uhmann, 1931
- Botryonopa bicolor Uhmann, 1927
- Botryonopa bipartita (Pic, 1927)
- Botryonopa bipunctata (Baly, 1858)
- Botryonopa collaris Weise, 1911
- Botryonopa concinna (Gestro, 1901)
- Botryonopa crassicornis Gestro, 1897
- Botryonopa cyanipennis Baly, 1858
- Botryonopa cyanoptera Baly, 1869
- Botryonopa daiacca Würmli, 1976
- Botryonopa delkeskampi Uhmann, 1960
- Botryonopa dohrni (Gestro, 1897)
- Botryonopa foveicollis (Baly, 1858)
- Botryonopa grandis (Baly, 1858)
- Botryonopa helena Würmli, 1976
- Botryonopa imperalis Baly, 1869
- Botryonopa ingens Gestro, 1904
- Botryonopa jacobii Uhmann, 1930
- Botryonopa javana Uhmann, 1928
- Botryonopa korinchica Uhmann, 1951
- Botryonopa mindoroica Uhmann, 1931
- Botryonopa modiglianii (Gestro, 1896)
- Botryonopa musella Gestro, 1917
- Botryonopa nobilis Gestro, 1897
- Botryonopa obscura Würmli, 1976
- Botryonopa piliha Würmli, 1976
- Botryonopa punctatissima (Chapuis, 1876)
- Botryonopa purpurascens Chapuis, 1876
- Botryonopa sanguinea Guérin-Méneville, 1840
- Botryonopa schultzei Uhmann, 1930-1932
- Botryonopa sheppardi Baly, 1858
- Botryonopa spectabilis Baly, 1858
- Botryonopa sungkita Würmli, 1976
- Botryonopa tamiangana Uhmann, 1930
- Botryonopa terminalis (Baly, 1876)
- Botryonopa tobae Gestro, 1897
- Botryonopa wegneri Uhmann, 1960